# イタリア・ナショナリスト協会
イタリア・ナショナリスト協会（イタリア・ナショナリストきょうかい、イタリア語: Associazione Nazionalista Italiana、英語: Italian Nationalist Association、ANI）は、1910年から1923年の間に存在したイタリアの最初のナショナリストの政党である。
ANIの思想は、ナショナリストであること以上には、定義されない時期が続いた。ANIは、権威主義や民主主義、穏健主義、革命主義などの異なった種類のナショナリズムの支持者に分かれていた。

## 歴史
イタリア・ナショナリスト協会（ANI）は文筆家エンリコ・コッラディーニによって1910年に結党された。文芸の世界で活躍していたコッラディーニは第一次エチオピア戦争を契機に国粋運動を志し、編集長を務めていた雑誌『イル・レーニョ』を通じてナショナリストの連帯を図った。『イル・レーニョ』の運営から離れた後も南米のイタリア系移民についての研究を記したり、様々な政治運動と接触して国粋運動の発展を推めている。最終的にコッラディーニの模索は革命サンディカリズムに影響を受けた「プロレタリア国民論」という独自の国粋思想へと行き着いた。コッラディーニ式のナショナリズムは下層をイタリア民族の新しい力として捉える一方、社会主義はそれを誤った方向へと導いていると主張した。上流層についても社会秩序の重要な要素として認めつつ、リソルジメントの理想を失って堕落していると厳しく批判した。
1910年12月3日、コッラディーニはトスカーナ州フィレンツェのヴェッキオ宮殿でイタリア・ナショナリスト会議を主催した。会議には国粋主義の諸流が集まり、様々な観点からイタリアにおけるナショナリズムの方向性を議論したが、その中でも広い支持を得たのは議長であるコッラディーニの「プロレタリア国民論」であった。会議の参加者を纏め上げたコッラディーニはそのまま参加者とイタリア・ナショナリスト協会を結成した。1911年3月1日、コッラディーニら協会の中心人物は新聞『リデオ・ナツィオナーレ』を設立、国家主義・民族主義に加えて帝国主義的な論調を展開した。結成時にANIはオーストリアが保持していたイタリア人の多い地域のイタリア王国への返還と、そのためのオーストリア＝ハンガリー帝国への開戦を支持した。第一次世界大戦についても参戦派団体の一翼を占め、大戦で民族主義の高揚が起きると大きくその支持を広げた。
ANIという権威主義的なナショナリスト党派は、退役兵を支持基盤に結成されたベニート・ムッソリーニのイタリア戦闘者ファッシ（イタリア語: Fasci italiani di combattimento）に大きな影響を与えた。ジョヴァンニ・ジョリッティ政権下で与党連合の選挙連合「国民ブロック」が形成された際、イタリア戦闘者ファッシとANIは同じ国民ブロック加盟組織として共闘体制を結んだ。1921年5月15日の選挙で国民ブロックは105議席を獲得、ANIは20議席、イタリア戦闘者ファッシは35議席を分配されて選挙連合内の多数派を形成した。
ムッソリーニが戦闘者ファッシを国家ファシスト党（PNF）として政党化した後、1923年にANIは国家ファシスト党に合流した。